# Ga Ngân Sơn
Ga Ngân Sơn là một nhà ga xe lửa tại xã Liên Trạch, huyện Bố Trạch, tỉnh Quảng Bình. Nhà ga là một điểm trên tuyến đường sắt Bắc Nam tiếp nối sau ga Minh Lệ và trước ga Thọ Lộc. Lý trình ga: Km 488 + 820.